# 玉城繪美
玉城繪美（日语： Tamaki Emi，1984年1月19日—），是日本琉球大學工學院智能信息學科的教授，其為一名研究人員，同時是H2L的創始人。

## 經歷
1984年出生於沖繩，2006年畢業於琉球大學工學部計算機科學系，在筑波大學系統與信息工程研究生院和東京大學跨學科信息研究研究生院研究機器人和人機界面。2011年東京大學的博士學程（跨學科信息學）研究「手勢輸入/輸出技術及其應用研究」。曾在在美國迪斯尼研究中心、東京大學研究生院和早稻田大學科學與工程學院擔任副教授，之後也曾擔任東京大學智能信息課程的教授。 2021年4月起任琉球大學工學部。
2012年，她與東京大學研究生院Jun Rekimoto實驗室所屬研究人機交互的岩崎憲一郎開始了「H2L」。提出將身體本身變成「信息呈現裝置」的「附身之手」，該項目在2011年被時代雜誌評選為「50項最佳發明」。2017年，她被任命為外交部WINDS（促進女性科學事業倡議）大使。
玉城繪美在日本動畫電影導演細田守製作電影《龍與雀斑公主》擔任劇中科技設定的科技顧問。2022年，她正式出版探討體驗電子數據化與共有社群網路服務的社會的著作《BODY SHARING，沒有身體制約的未來》（日语：BODY SHARING 身体の制約なき未来），此書亦獲得細田守的推薦好評。

## 著作
- 《ビジネスに効く！ 教養として身につけたいテクノロジー》（綜合法令出版社，2019年）
- 《BODY SHARING  身体の制約なき未来》（大和書房，2022年）

## 外部連結
- Tamaki Emi （页面存档备份，存于） (hoimei) - Twitter
- 玉城繪美 - Facebook
- H2L官網 （页面存档备份，存于）